# Mktvariviridae
Mktvariviridae ist eine im März 2025 als Familie eingerichtete Gruppe von Viren mit Kopf-Schwanz-Aufbau vom Morphotyp C (Podoviren).
Ihre Wirte sind Bakterien, was sie als Bakteriophagen klassifiziert.
Die Familie Mktvariviridae besteht monotypisch nur aus der Unterfamilie Gordonclarkvirinae.

## Beschreibung
Innerhalb der Klasse Caudoviricetes gibt es vom Morphotyp C (Podoviren) eine seltene C3 genannte Variante, bei der die Virionen außer dem für Podoviren typischen kurzen „Schwanz“ einen stark verlängerten Kopf (d. h. ein nicht-isometrisches Kapsid) aufweisen.
Die Mktvariviridae sind neben den Grimontviridae eine Familie solcher Podoviren vom Subtyp C3.
Die zugehörigen Gattungen Kuravirus, Nieuwekanaalvirus und Suseptimavirus haben 12 Kernproteine gemeinsam.
Die Mitglieder der Familie haben eine beträchtliche Anzahl von orthologen Genen gemeinsam – die genaue Anzahl hängt von der jeweiligen Genomgröße und der Anzahl der kodierenden Sequenzen der Familienmitglieder ab.
Die Familie bzw. Unterfamilie ist in den wichtigsten proteombasierten Clustering-Tools (VirClust, ViPTree, GRAViTy-Dendrogramm, vConTACT2-Netzwerk) durch eine zusammenhängende und monophyletische Gruppe (Klade) vertreten, die in der tBLASTx-Abstandsanalyse von ViPTree tief verzweigt erscheint.
Die Wirte der Mktvariviridae bzw. Gordonclarkvirinae sind Bakterien der Gattung Escherichia (Escherichien), s. u.

## Systematik
Die Systematik der Mktvariviridae ist nach International Committee on Taxonomy of Viruses (ICTV) – (MSL#40v1) mit Stand 16. April 2025 wie folgt:

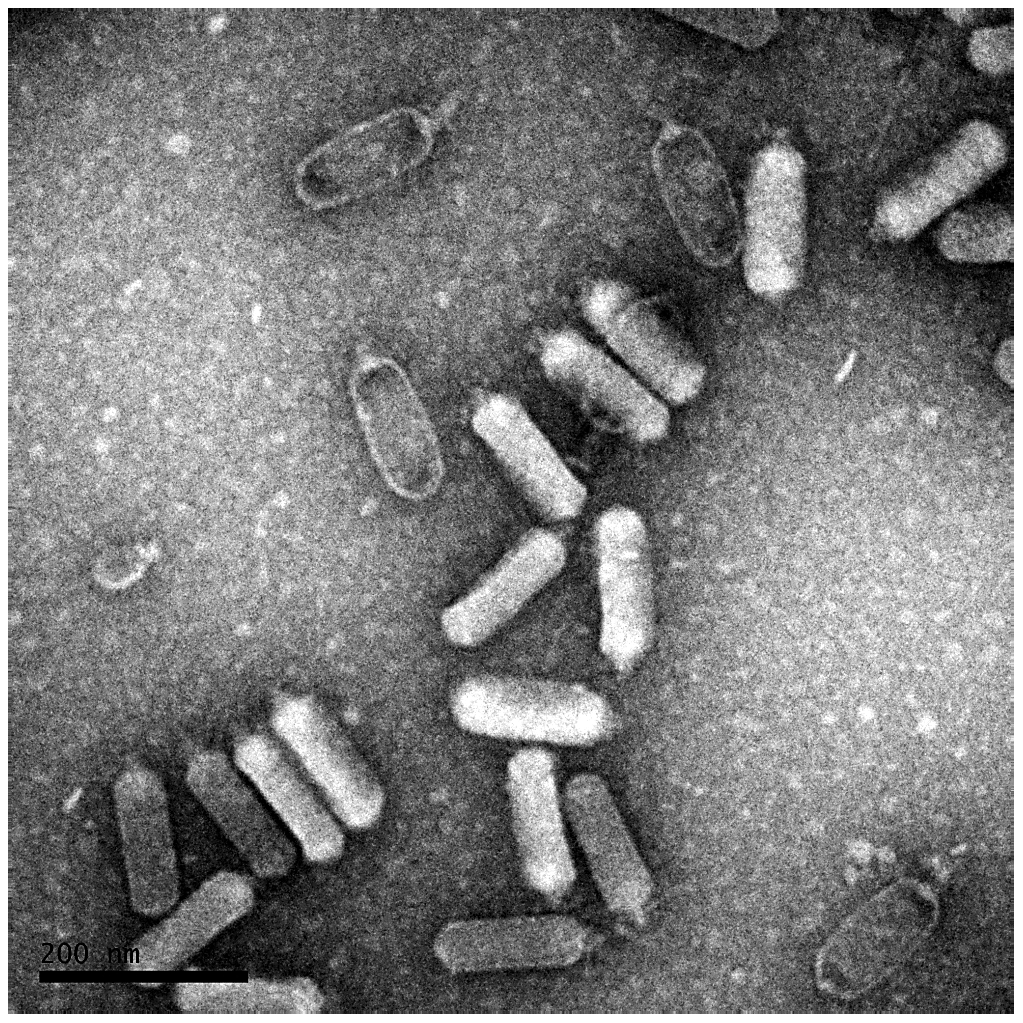
TEM-Aufnahme von Partikeln des Escherichia-Phagen vB_EcoP_SU10 (Kuravirus SU10), Morpho-Subtyp C3.

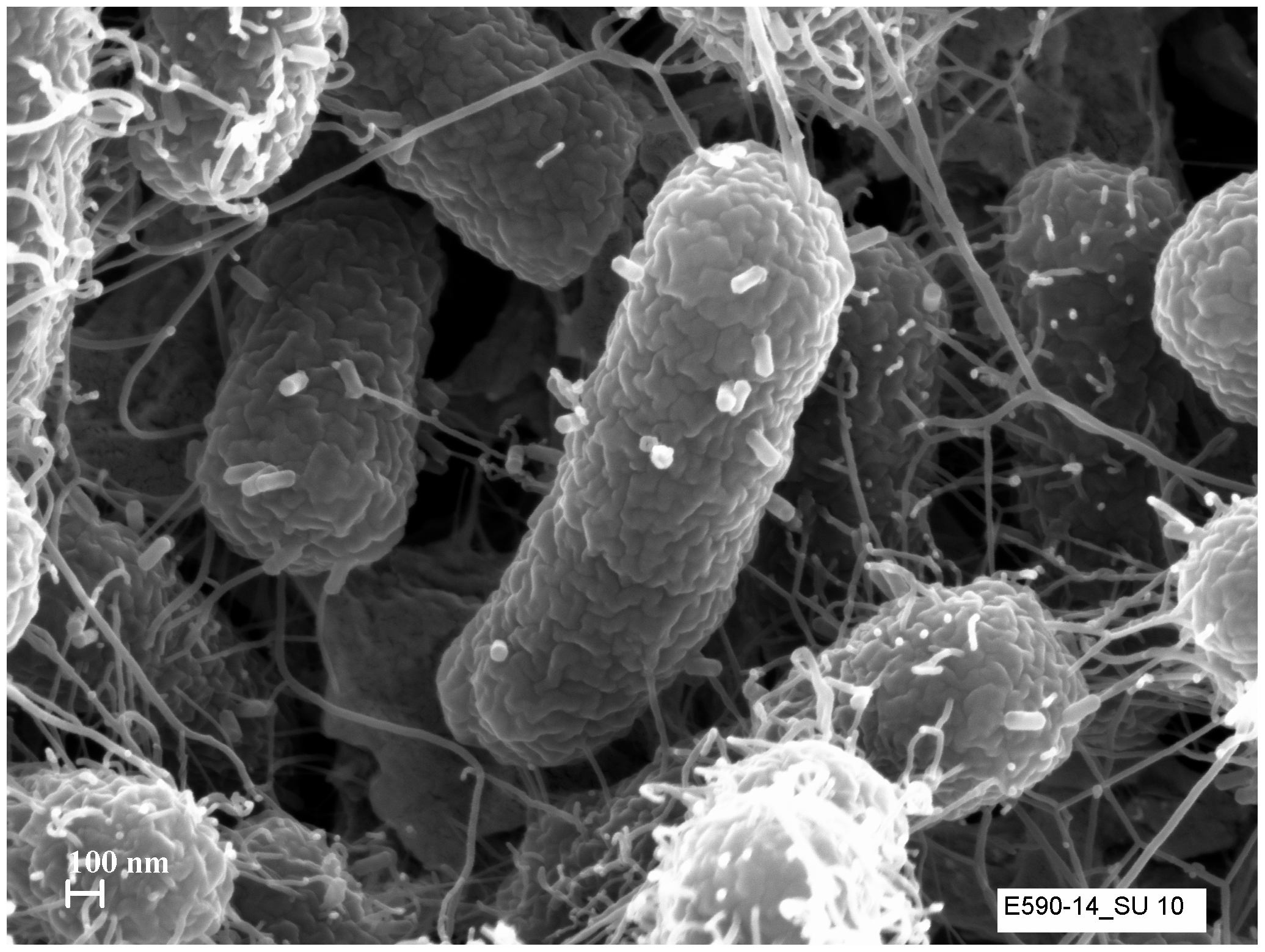
TEM-Aufnahme von SU10-Partikeln auf ihrem Wirt E. coli.

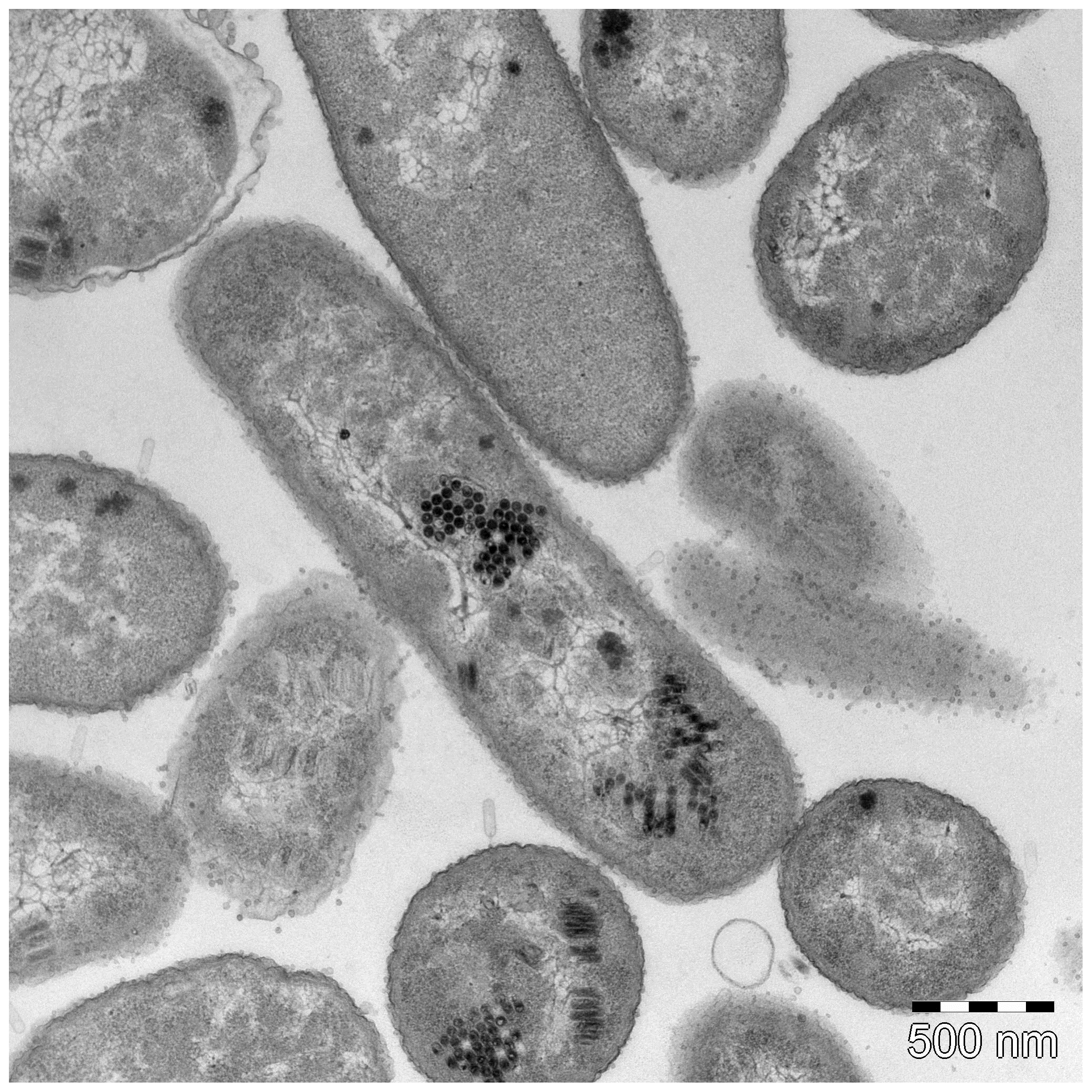
TEM-Aufnahme von SU10-Partikeln mit Wirt E. coli. Leere Virionen auf der Zelloberfläche, in den Zellen reihen sich die Prokapside in verschiedenen Stadien aneinander.

Familie Mktvariviridae (früher provisorisch PhiEco32-like phages).
- Unterfamilie Gordonclarkvirinae (früher Gattung Kuravirus s. l., Podoviren)
  - Gattung Kuravirus (früher Phieco32virus, Phieco32-ähnliche Viren, Morpho-Subtyp C3)[7]

-   - Spezies Kuravirus CHD5UKE1, mit Escherichia-Phage vB_EcoP-CHD5UKE1
  - Spezies Kuravirus EcoN5, mit Escherichia-Phage vB_EcoP_EcoN5
  - Spezies Kuravirus ES17, mit Escherichia-Phage ES17
  - Spezies Kuravirus IMEP8, mit Escherichia-Phage vB_EcoP_IMEP8
  - Spezies Kuravirus kv1721 (Escherichia-Virus 172-1), mit Escherichia-Phage 172-1
  - Spezies Kuravirus LAMP, mit Escherichia-Phage LAMP
  - Spezies Kuravirus MN03, mit Escherichia-Phage MN03
  - Spezies Kuravirus MN05, mit Escherichia-Phage MN05
  - Spezies Kuravirus myPSH1131, mit Escherichia-Phage myPSH1131
  - Spezies Kuravirus myPSH2311, mit Escherichia-Phage myPSH2311
  - Spezies Kuravirus NJ01 (Escherichia-Virus NJ01), mit Escherichia-Phage NJ01 oder Enterobacteria-Phage NJ01
  - Spezies Kuravirus O18011, mit Escherichia-Phage O18-011
  - Spezies Kuravirus paul, mit Escherichia-Phage Paul
  - Spezies Kuravirus pECN12032Af1, mit Escherichia-Phage pEC-N1203-2Af.1
  - Spezies Kuravirus phiEco32 (Escherichia-Virus phiEco329), mit Enterobacteria-Phage PhiEco32
  - Spezies Kuravirus SDYTW1F1223, mit Escherichia-Phage SDYTW1-F1-2-2_3
  - Spezies Kuravirus SGF2, mit Shigella-Phage SGF2
  - Spezies Kuravirus SR02, mit Escherichia-Phage SR02
  - Spezies Kuravirus SU10 (Escherichia-Virus SU10), mit Escherichia-Phage vB_EcoP_SU10 alias SU10
  - Spezies Kuravirus WFI101126, mit Escherichia-Phage vB_EcoP_WFI101126
  - Spezies Kuravirus XT18, mit Escherichia-Phage vB-EcoP-XT18
  - Spezies Kuravirus YFOI, mit Escherichia-Phage vB_EcoP_YF01

- Gattung Nieuwekanaalvirus (abgetrennt von Kuravirus)
  - Spezies Nieuwekanaalvirus EP335, mit Escherichia-Phage EP335
  - Spezies Nieuwekanaalvirus KBNP1711 (früher Kuravirus septima11; Escherichia-Virus Septima11), mit Escherichia-Phage KBNP1711

- Gattung Suseptimavirus (abgetrennt von Kuravirus, 7 Spezies)
  - Spezies Suseptimavirus 101114UKE3, mit Escherichia-Phage vB_EcoP-101114UKE3
  - Spezies Suseptimavirus ECBP2 (früher Kuravirus ECB2; Escherichia-Virus ECB2), mit Escherichia-Phage ECBP2
  - Spezies Suseptimavirus EK010, mit Escherichia-Phage EK010
  - Spezies Suseptimavirus IME267, mit Escherichia-Phage IME267
  - Spezies Suseptimavirus PAS59, mit Escherichia-Phage vB_EcoP_PAS59
  - Spezies Suseptimavirus SU7, mit Escherichia-Phage vB_EcoP_SU7
  - Spezies Suseptimavirus sv4E8, mit Escherichia-Phage 4E8

## Namensherkunft (Etymologie)
Der Name Mktvariviridae verweist ebenso wie der Gattungsname Kuravirus auf den Fluss Kura (georgisch მტკვარი Mt’k’vari oder Mtkwari), der durch die georgische Hauptstadt Tiflis fließt und aus dem der Phage phiEco32 (Spezies Kuravirus phiEco32) isoliert wurde; der Suffix ‚-viridae‘ kennzeichnet  Virusfamilien.
Die Unterfamilie Gordonclarkvirinae ist zu Ehren von George Lindenberg Clark (1892–1969) benannt. Er promovierte 1918 an der Universität von Chicago, wo er Chemie und Physik studierte. Nach Abschluss seiner Ausbildung war Clark u. a. 1919–21 außerordentlicher Professor an der Vanderbilt University, 1922–24 National Research Fellow in Harvard und 1924–27 Assistenzprofessor für angewandte chemische Forschung am Massachusetts Institute of Technology (MIT), wo er das erste analytische Röntgenlabor der USA einrichtete.